# Нафтовий кокс
Кокс на́фтовий (англ. refinery coke) — тверда пориста речовина від темно-сірого до чорного кольору, що є продуктом коксування (прожарювання) важких залишків нафти.

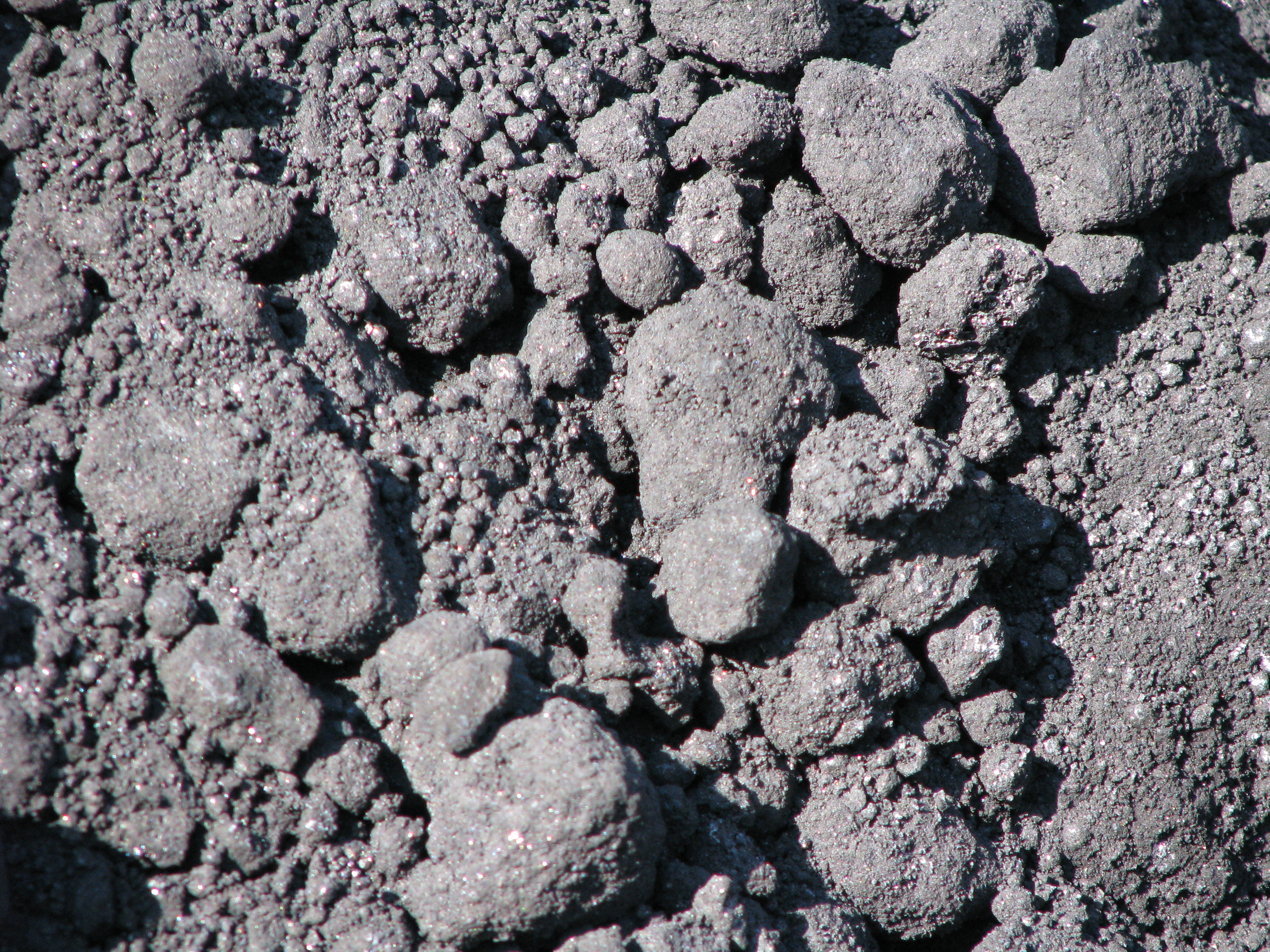
Нафтовий кокс

Елементний склад: 90-96% С, 4-6% Н, 0,1—2% S. Зольність 0,1—0,8%.

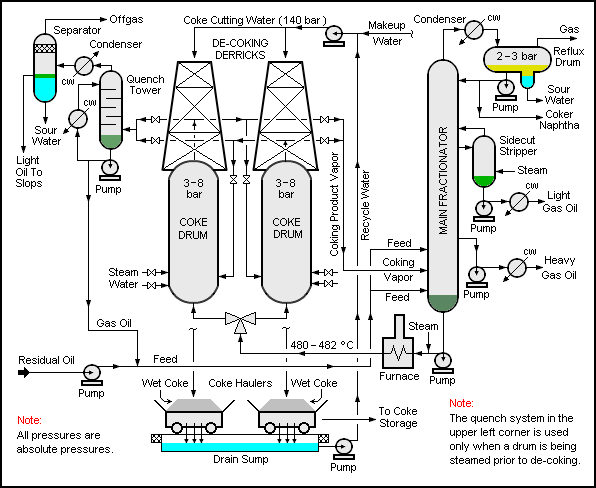
Установка коксування.

Застосовується: у виробництві анодів для виплавки алюмінію, спеціальних графітованих електродів для одержання електролітичної сталі тощо.
Як сировину для нафтового коксу використовують відбензинені нафти, залишки первинної переробки — мазути, напівгудрони і гудрони, продукти вторинного походження — крекінг-залишки, важкі газойлі каталітичного крекінгу, смоли піролізу, а також природні асфальти і залишки масляного виробництва (асфальти, екстракти).
Промислові процеси коксування поділяють на три типи: безперервні, напівбезперервні і періодичні, найбільше поширення на сьогодні має напівбезперервний процес в установках уповільненого коксування, що протікає при 505–515 °C під тиском 0,2-0,3 МПа. У результаті коксування, крім нафтового коксу, одержують бензин, газ, середні й важкі коксові дистиляти, вихід і якість яких залежить від хімічного і фракційного складу сировини.